# Cimetière de Belleville
Le cimetière de Belleville est situé dans le quartier de quartier de Belleville à l'angle de la rue de Belleville et de la rue du Télégraphe dans le 20e arrondissement de Paris. Ce cimetière de 1,80 hectare de superficie accueille 3 210 concessions.

## Situation et accès
Le cimetière est délimité par les rues de Belleville, du Télégraphe, et la villa des Hauts-de-Belleville. Le réservoir de Belleville, un réservoir d'eau annexe de la ville de Paris, est adossé à la partie sud du cimetière à l'endroit où s'élevait le bâtiment principal du domaine des Le Peletier de Saint-Fargeau. Le square Belleville - Télégraphe se trouve encastré dans le cimetière, dans l'angle des rues de Belleville et du Télégraphe.
Le cimetière de Belleville est accessible par la ligne 11 du métro à la station Télégraphe.

## Historique
Historiquement ce lieu faisait partie de la propriété de la famille Le Peletier de Saint-Fargeau qui possédait depuis 1695 un domaine d'une cinquantaine d'hectares sur la butte. Le lieu a été utilisé pour des expériences de télégraphe optique par Claude Chappe de 1790 à 1798, comme en témoigne la plaque à droite de l'entrée principale, car le cimetière se trouve au point le plus haut de l'Est de Paris à 128,508 m.
Après différentes étapes de morcellement et de vente de la propriété, un cimetière est finalement inauguré en 1804 pour faire face à la saturation de ceux de l'ancienne église Saint-Jean-Baptiste de Belleville. Initialement cimetière communal du village de Belleville, le cimetière est rattaché à la ville de Paris lors de l'annexion du territoire de Belleville en 1860.

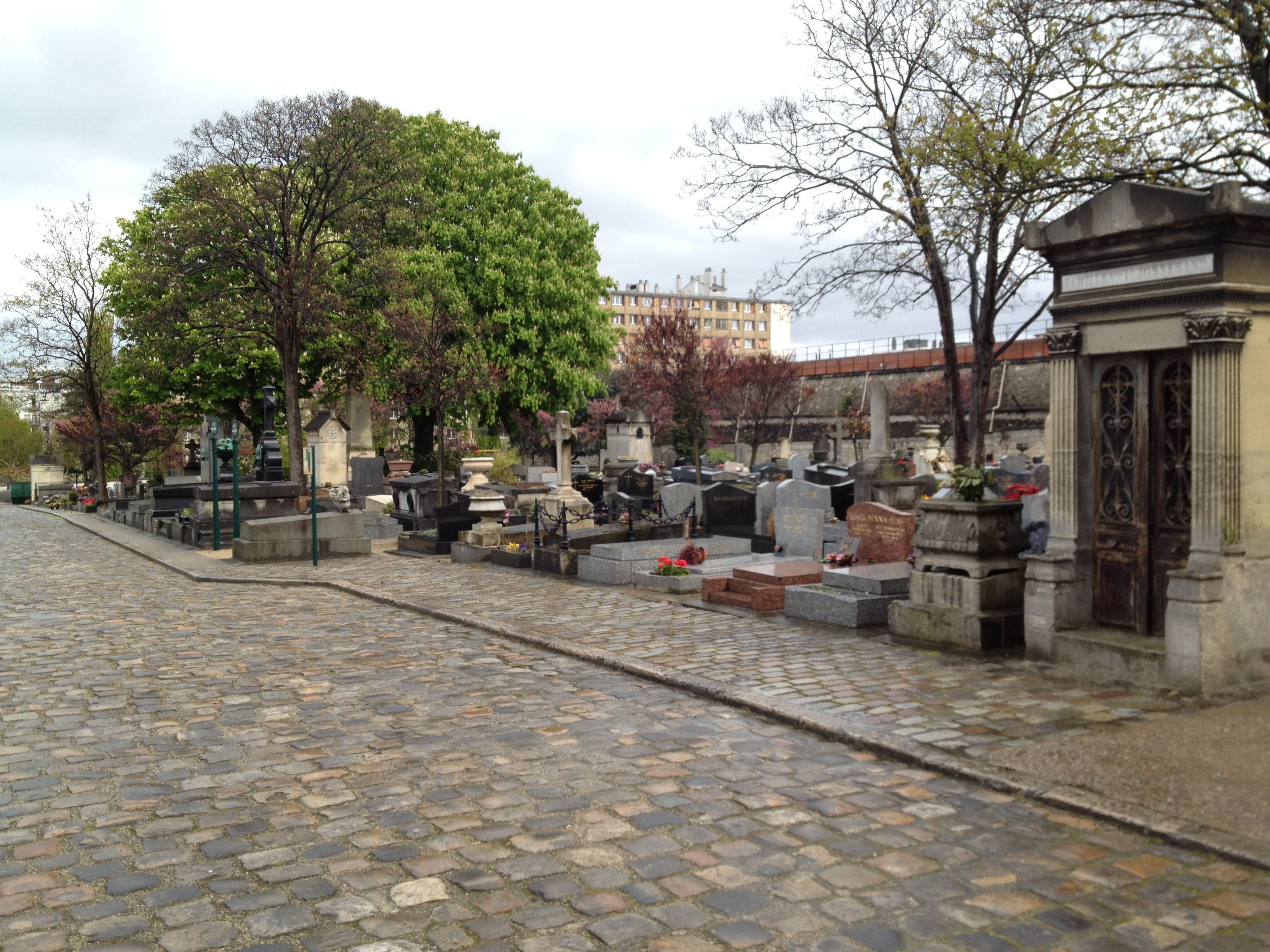
Entrée du cimetière.
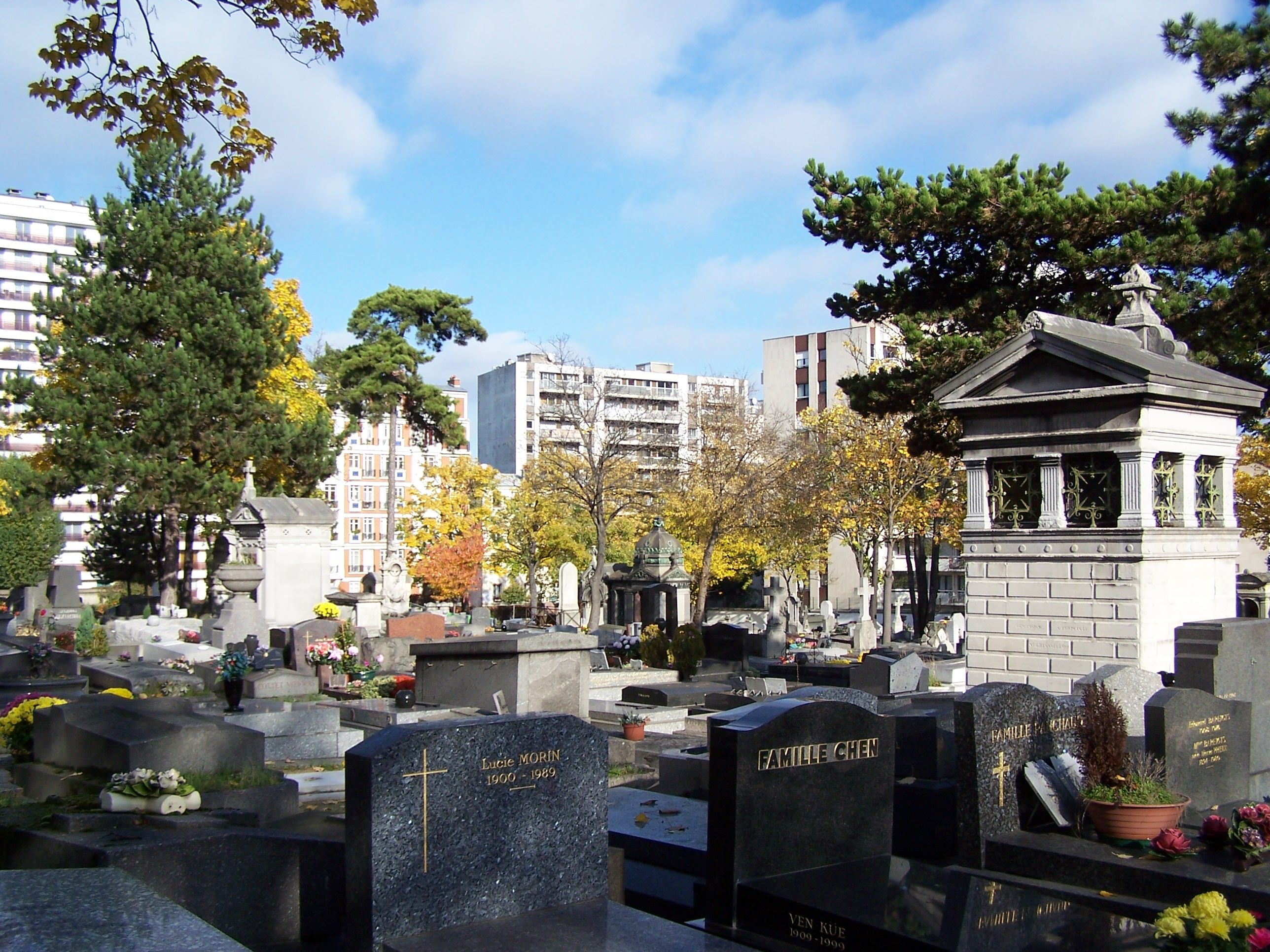
Vue de la partie centrale.
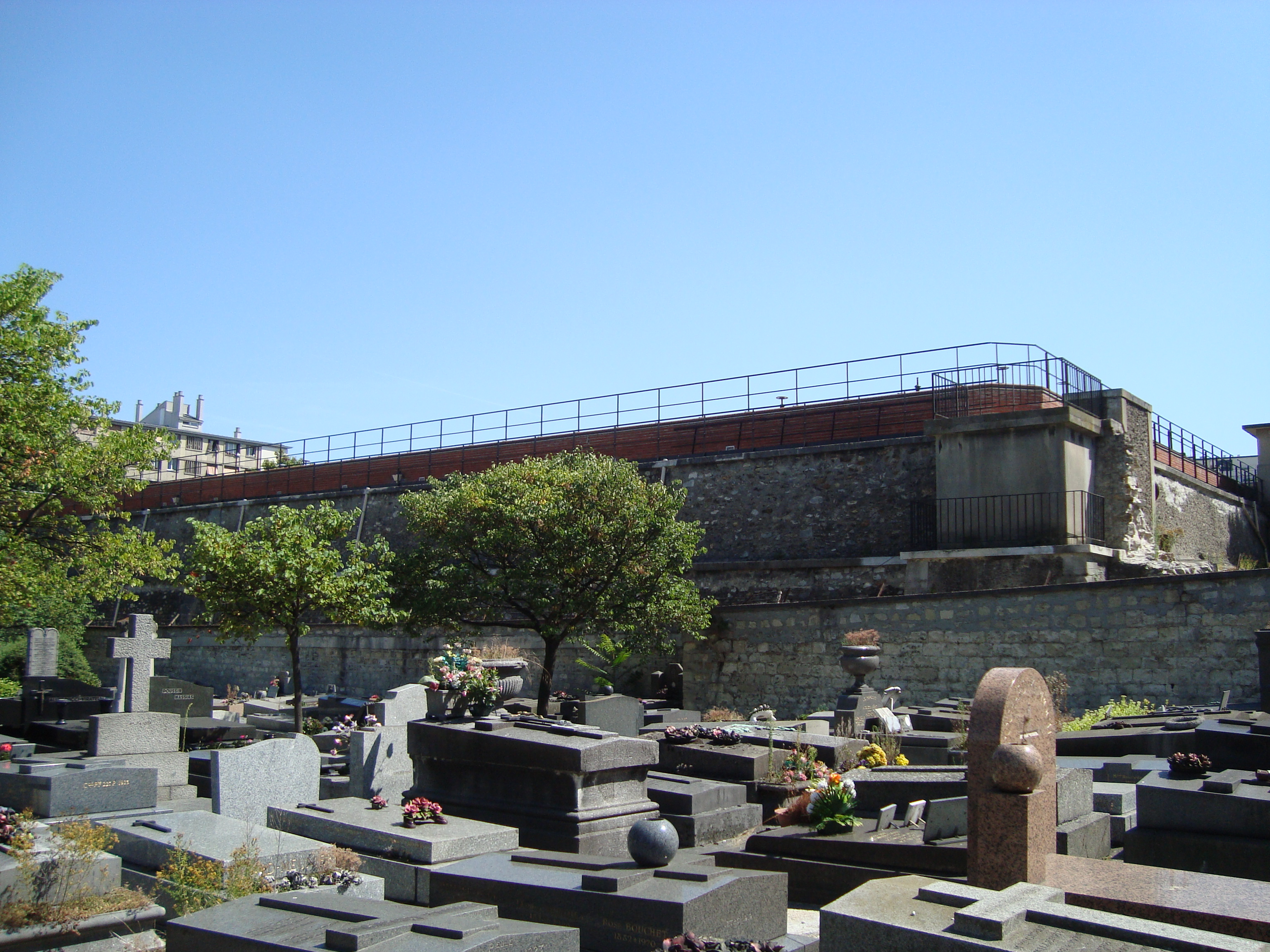
Vue de la partie sud et du réservoir de Belleville.
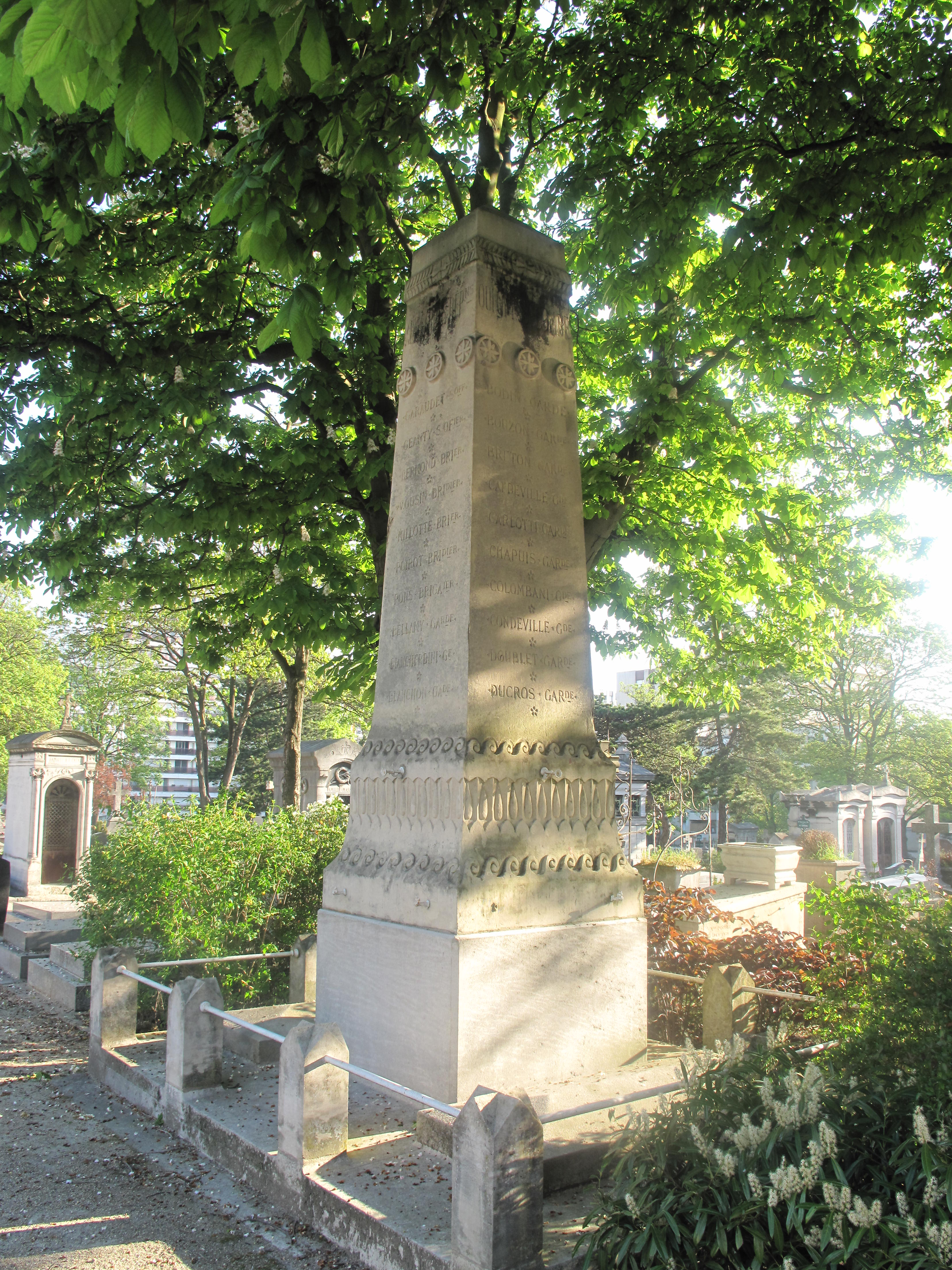
Le mémorial aux otages tués durant la Commune de Paris.

## Personnes célèbres inhumées
Parmi les personnalités inhumées au cimetière de Belleville peuvent être citées :
| Nom                                              | Métier                                                                | Photo |
| ------------------------------------------------ | --------------------------------------------------------------------- | ----- |
| Eugène Bestaux (1878-1958)                       | traducteur et écrivain                                                |       |
| Camille Bombois (1883-1970)                      | peintre                                                               |       |
| Gilles Boulouque (1950-1990)                     | juge antiterroriste                                                   |       |
| Pierre Cochereau (1924-1984)                     | organiste de la cathédrale Notre-Dame de Paris                        |       |
| Gaston Cony (1891-1983)                          | marionnettiste                                                        |       |
| Roger Delsinne (1914-1978)                       | prêtre, directeur des Petits Chanteurs à la Croix de Bois (1963-1978) |       |
| Michel Etcheverry (1919-1999)                    | comédien de théâtre                                                   |       |
| Georges Faillet (1872-1933)                      | poète symboliste                                                      |       |
| Léon Gaumont (1864-1946)                         | réalisateur et producteur de cinéma                                   |       |
| René Godart (1891-1971)                          | peintre                                                               |       |
| Armand Grébauval (1864-1913)                     | homme de lettres                                                      |       |
| Charles Houvenaghel (1878-1966)                  | musicien et acousticien contemporain                                  |       |
| Paul Lengellé (1904-1983)                        | peintre et illustrateur français                                      |       |
| Fernand Maillet (1896-1963)                      | prêtre, directeur des Petits Chanteurs à la Croix de Bois (1924-1963) |       |
| Lucie Mansuy (1874-1938)                         | peintre                                                               |       |
| Jean Marco (1923-1953)                           | chanteur                                                              |       |
| Pierre-Henri Mayeux (1845-1929)                  | architecte et théoricien de l'Art nouveau                             |       |
| Suzy Prim, née Suzanne Arduini (1895-1991)       | actrice                                                               |       |
| Albert Rossin (1871-1938)                        | homme de lettres                                                      |       |
| Charles Thisse (1830-1912)                       | sculpteur                                                             |       |
| Édouard Vallières, né Édouard Kunath (1864-1928) | acteur dramatique                                                     |       |